# Eleven (album đĩa đơn)
Eleven (viết cách điệu là ELEVEN) là album đĩa đơn đầu tiên của nhóm nhạc nữ Hàn Quốc Ive. Album được phát hành vào ngày 1 tháng 12 năm 2021, bởi Starship Entertainment và được phân phối bởi Kakao Entertainment với đĩa đơn cùng tên.

## Bối cảnh và phát hành
Nhóm phát hành album đĩa đơn đầu tay "Eleven" vào ngày 1 tháng 12, 2021, cùng với đĩa đơn cùng tên. Bài hát là một bản dance pop đầy năng lượng và nhịp nhàng với các biến thể đi kèm đa dạng thể hiện tình yêu của một cô gái, có trái tim của họ tràn ngập những tưởng tượng và màu sắc. Nhóm đã xuất hiện lần đầu tại chương trình Music Bank vào ngày 3 tháng 12 để biểu diễn "Eleven".

## Diễn biến thương mại
Đĩa đơn ra mắt ở vị trí thứ ba trên Bảng xếp hạng Album Gaon của Hàn Quốc trong tuần kết thúc vào ngày 4 tháng 12 năm 2021. Album tụt xuống vị trí thứ 4 vào tuần sau đó và giữ vị trí này trong hai tuần liên tiếp. Tuần sau, album đã tăng ba vị trí lên vị trí số một, trở thành album đứng đầu bảng xếp hạng đầu tiên của nhóm tại quê nhà. Album đã bán được 268.396 bản khi ra mắt ở vị trí thứ 3 trên bảng xếp hạng album hàng tháng. Với chưa đầy một tháng theo dõi, album đã trở thành album bán chạy thứ 49 trong cả nước và là album bán chạy thứ 10 của một nghệ sĩ hoặc nhóm nhạc nữ trong nước vào năm 2021.

## Tiếp nhận
| Đánh giá chuyên môn | Đánh giá chuyên môn |
| Nguồn đánh giá      | Nguồn đánh giá      |
| Nguồn               | Đánh giá            |
| ------------------- | ------------------- |
| IZM'                |                     |

Trong một bài đánh giá từ IZM, nhà văn Jung Soo-min đã viết rằng "âm thanh phương Đông" và "bộ gõ lặp đi lặp lại" đồng cảm với chất giọng độc đáo của tất cả các thành viên. Jung cũng nói thêm rằng có một điểm đặc biệt nổi bật ở đoạn tiền điệp khúc khi bài hát chậm lại, nhận xét rằng giọng hát rất quyến rũ và thu hút người nghe tập trung. Mặc dù Jung khen ngợi Ive đã cố gắng tạo sự khác biệt so với các đối thủ khác, nhưng họ chỉ ra rằng concept của nhóm còn thiếu cá tính mạnh mẽ so với các nhóm nhạc nữ mới khác. Tuy nhiên, Jung lưu ý rằng việc phát triển bản sắc của một nhóm sẽ mang lại cho họ, và khen ngợi album đơn, nói rằng về tổng thể "[đây] là một đĩa đơn đầu tay vượt quá mong đợi".

## Danh sách bài hát
| STT | Nhan đề   | Phổ lời    | Phổ nhạc                                   | Arrangement                | Thời lượng |
| --- | --------- | ---------- | ------------------------------------------ | -------------------------- | ---------- |
| 1.  | "Eleven"  | Seo Ji-eum | Peter Rycroft Lauren Aquilina Ryan S. Jhun | Lostboy Ryan S. Jhun Alawn | 2:58       |
| 2.  | "Take It" | Lee Su-ran | Daniel Kim Jeremy G Willie                 | Willie                     | 3:25       |

## Giải thưởng

### Giải thưởng chương trình âm nhạc
| Bài hát  | Chương trình           | Ngày              | Chú thích |
| -------- | ---------------------- | ----------------- | --------- |
| "Eleven" | Show Champion (MBC M)  | 8 tháng 12, 2021  |           |
| "Eleven" | Show Champion (MBC M)  | 15 tháng 12, 2021 |           |
| "Eleven" | The Show (SBS MTV)     | 14 tháng 12, 2021 |           |
| "Eleven" | Music Bank (KBS)       | 17 tháng 12, 2021 |           |
| "Eleven" | Music Bank (KBS)       | 11 tháng 2, 2022  |           |
| "Eleven" | Music Bank (KBS)       | 18 tháng 2, 2022  |           |
| "Eleven" | Show! Music Core (MBC) | 18 tháng 12, 2021 |           |
| "Eleven" | Show! Music Core (MBC) | 8 tháng 1, 2022   |           |
| "Eleven" | Show! Music Core (MBC) | 15 tháng 1, 2022  |           |
| "Eleven" | Show! Music Core (MBC) | 22 tháng 1, 2022  |           |
| "Eleven" | Inkigayo (SBS)         | 9 tháng 1, 2022   |           |
| "Eleven" | Inkigayo (SBS)         | 16 tháng 1, 2022  |           |
| "Eleven" | Inkigayo (SBS)         | 23 tháng 1, 2022  |           |

## Xếp hạng

### Xếp hạng tuần
| Chart (2021)          | Thứ hạng cao nhất |
| --------------------- | ----------------- |
| Album Hàn Quốc (Gaon) | 1                 |

### Xếp hạng tháng
| Chart (2021)          | Thứ hạng cao nhất |
| --------------------- | ----------------- |
| Album Hàn Quốc (Gaon) | 3                 |

### Bảng xếp hạng cuối năm
| Chart (2021)          | Thứ hạng |
| --------------------- | -------- |
| Album Hàn Quốc (Gaon) | 49       |

## Chứng nhận
| Khu vực                                    | Chứng chỉ | Đơn vị/doanh số được chứng nhận |
| ------------------------------------------ | --------- | ------------------------------- |
| Hàn Quốc (KMCA)                            | Bạch kim  | 250,000^                        |
| ^ Số liệu lô hàng chỉ dựa trên chứng nhận. |           |                                 |

## Lịch sử phát hành
| Khu vực  | Ngày             | Định dạng                                | Nhãn                                           |
| -------- | ---------------- | ---------------------------------------- | ---------------------------------------------- |
| Hàn Quốc | 1 tháng 12, 2021 | - CD - Tải xuống kỹ thuật số - Streaming | - Starship Entertainment - Kakao Entertainment |
| Various  | 1 tháng 12, 2021 | - Tải xuống kỹ thuật số - Streaming      | - Starship Entertainment - Kakao Entertainment |